# 金山科技
金山科技工業有限公司（英語：Gold Peak Technology Group Limited，港交所：0040, 前稱 金山工業(集團)有限公司）是一家亞洲跨國集團，透過其主要投資工具—GP工業有限公司 (GP工業) 擁有多個工業投資項目。集團之主要產品是「GP超霸」電池、「GP Recyko」充電池、「KEF」揚聲器和「Celestion」揚聲器。
2022年3月，金山工業（集團）有限公司更改名稱為金山科技工業有限公司。
集團母公司金山科技工業有限公司於1964年成立，1984年在香港上市。金山科技現時擁有GP工業約86%股權，GP工業則全資擁有金山電池國際有限公司(金山電池)。GP工業在新加坡上市。

## 業務營運
金山科技於世界各地共聘用員工逾7,050人，生產設施及辦公室佔地約643,000平方米，包括其位於英國、泰國、馬來西亞、中國及緬甸的五個產製及銷售點，以及亞洲、歐洲和美洲内十多個國家的銷售辦事處。

## GP工業有限公司
GP工業主要從事設計、研發、產製及經銷電池、電子產品及揚聲器，包括GP電池、KEF高級揚聲器、CELESTION專業揚聲器等。

## 金山電池國際有限公司
金山電池為GP工業全資附屬公司，主要從事發展、產製及銷售電池及電池相關產品。金山電池的產品除了供應予電子設備生產商和世界主要電池公司，同時以「GP超霸」品牌在全球多個主要消費市場銷售。其產品包括一次性電池、充電電池及充電器。GP綠再為新一代即買即用環保鎳氫充電池，採用嶄新充電技術，可循環充電多達一千次，相等於一千枚鹼性電池。
金山電池對環境保護作出承諾，並訂立清晰的可持續經營路線圖。其部份生產設施獲得了 UL 廢棄物零填埋認證，其中六間位於馬來西亞、越南和中國的電池廠獲得金級認證，而位於馬來西亞地不佬的電池廠則是該國第一家獲得金級認證的工廠。

## GP能源科技有限公司
GP能源科技是金山科技的成員機構之一，主要從事充電池及其應用的研發和生產，特別是用於可持續能源儲存系統的鎳氫電池，目標應用市場包括智能交通、不間斷電源及可再生能源儲存。

## 相關連結
- 金山科技工業有限公司網站 （页面存档备份，存于）
- 超霸 GP 香港官方網站 （页面存档备份，存于）
- 超霸 GP 香港官方的Facebook專頁
- GP工業有限公司網站 （页面存档备份，存于）
- 金山電池國際有限公司網站
- KEF中國網站 （页面存档备份，存于）
- CELESTION網站 （页面存档备份，存于）